# 슈지와 아키라
슈지와 아키라(修二と彰 슈지토 아키라[*])는 일본의 남성 아이돌 듀오이다. 또한 이 문서에서는 2017년에 같은 멤버로 결성된 카메와 야마P(かめとやまぴー 카메토 야마삐[*])에 대해서도 다루고 있다.

## 슈지와 아키라

### 개요
쟈니스 사무소안에서 토라지 하이지 이후 처음으로 서로 다른 그룹에 소속된 멤버로 구성된 기간 한정 유닛이다. NTV 드라마 《노부타 프로듀스》에서의 공동 출연을 계기로, 카메나시 카즈야 (KAT-TUN)와 야마시타 토모히사 (당시 NEWS)에 의해서 결성되었다. 유닛 이름은 극중에서 카메나시가 연기한 "기리타니 슈지"와 야마시타가 연기한 "쿠사노 아키라"에서 따와 쟈니 기타가와가 지었다.
당초 활동은 2005년말까지 예정이었으나 2006년 들어서도 텔레비전 프로그램에 출연이 이어졌다. 2005년 11월 2일 발매한 싱글 〈청춘 아미고〉는 CD 발매 첫 주부터 초동 52만을 판매, 이후 엄청난 기록을 세우며 발매 4주만에 밀리언 셀러를 기록하였고(오리콘 발표 총162만 판매.), 2005년 발매된 싱글 앨범안에서 1위를 달성하였다. 스웨덴의 작곡가 팀에 의해 제작된 곡은 남녀노소 폭넓은 세대에 지지되어 큰 반향을 일으켰고, 다음해 2006년 스웨덴에서도 발매되었다.

## 카메와 야마P

### 개요
2017년 4월부터 방송을 시작한 NTV 드라마 《저, 운명의 사람입니다》에서 카메나시와 야마시타가 12년 만에 공동 출연하여, '카메와 야마P'라는 기간 한정 유닛을 결성해 주제가를 담당하는 것이 발표되었다. 소속 레코드 회사는 제이 스톰으로 변경되었다.
카메나시 카즈야는 KAT-TUN의 휴식 기간 동안으로 결성된 유닛으로 야마시타 토모히사는 2012년에 카토리 싱고와 'The MONSTERS'를 결성 한 이래 유닛 활동이 된다.

## 같이 보기
- KAT-TUN - 카메나시 카즈야가 소속한 남성 아이돌 그룹.
- NEWS - 당시 야마시타 토모히사가 소속한 남성 아이돌 그룹.